# Freds- og venskabsmedalje
Freds- og venskabsmedaljer var iøjnefaldende gaver skænket til indianere af hvide statsledere som anerkendelse for deres støtte til en fælles sag eller givet i forventning om deres loyalitet overfor nationen i fremtiden.:3 
En tidlig medalje blev fremstillet i Frankrig i 1693 til brug for Ludvig 14. af Frankrig.:11  Indianere modtog freds-og venskabsmedaljer fra forskellige nationer til langt ind i 1800-tallet,:38  ofte af sølv.:6  Medaljerne kunne blive slået i flere størrelser, hvoraf de største var over ti cm i diameter. De blev uddelt, så de afspejlede de indianske lederes rang eller vigtighed for de hvide.:25 

## Nogle af de første medaljer
Fire mohawk-høvdinge rejste fra Boston til England i 1710 for – på vegne af engelske kolonister – at overbevise dronning Anne om det fornuftige i at støtte et angreb på fransk Canada i en alliance med mohawk-stammen og resten af irokeser-forbundet.:14  Efter audiensen og hjemme igen efter fire ugers besøg i England modtog mohawkerne og irokeser-forbundets fire andre stammer hver en medalje af en slags samt 20 sølvmønter. Mønterne bar dronningens portræt og ses som et forlæg for designet på senere tiders freds- og venskabsmedaljer.:16 
Da en af irokesernes (og briternes) fjender i illinois-forbundet besøgte Frankrig i 1725 sammen med indianere fra midtvesten overrakte Ludvig 15. dem bl.a. en medaljon med guldkæde. Illinois-forbundet kæmpede pålideligt sammen med franskmændene i de følgende koloni-krige i Nordamerika.:17 
Som tak for mohikanernes hjælp i indtagelsen af Montreal lod den engelske kong George III nogle individuelle medaljer af sølv fremstille i 1760. De havde bl.a. inskriptionen MOHICKANS og den modtagende høvdings navn.:14 
Det spanske riges udsending fra St. Louis uddelte medaljer til mandan-høvdinge i North Dakota i 1796 for at få stammen til at vende de britiske pelsopkøbere fra Canada ryggen.:87  Knap ti år senere mødte Lewis og Clark flere indianere ved Missouri River med medaljer med et billede af den spanske konge på.:15 

## Amerikanske medaljer til indianske ledere
Amerikanerne førte den etablerede skik med uddeling af medaljer videre; delvis for at kunne ombytte uddelte spanske, franske eller engelske medaljer båret af indianere med deres egne.:8 og 27  Den første amerikanske medalje er fra 1789.:11  I 1792 modtog seneca-høvding Red Jacket en stor, oval medalje af plade-sølv af præsident George Washington.:20  Tidligere havde ledere fra choctaw- og chickasaw-stammen fået overrakt en lignende medalje.:14  Forsiden viser Washington i helfigur holde en fredspibe frem til en indianer, der tager et hiv af den.
En freds- og venskabs-medalje med et nyt design kom i 1801 under præsident Thomas Jefferson::24  En rund medalje med et relief-portræt af Jefferson i profil og på den anden side to hænder i håndtryk samt en krydset tomahavk og fredspibe. PEACE AND FRIENDSHIP står der på bagsiden.:25  Designet blev det mest anvendte på denne type medalje, altid med en afbildning af den siddende præsident, der i reglen også er navngivet.:6  Ulysses S. Grants medalje er den eneste i serien uden navn på.:37  Mens de fleste præsidenter vender ansigtet mod højre på medaljen, er det modsat med f.eks. John Taylor og James K. Polk.:33 
Et nyt design pryder reversen på Millard Fillmores medalje i 1850 og også på de næste i rækken. En amerikaner og en indianer står foran hinanden og mellem dem ses en plov og en økse. Teksten lyder: LABOR, VIRTUE, HONOR. Andre ændringer i bagside-designet i 1865,:36  1871, 1877 og 1889:37  belærer også indianeren om dyden af at tæmme landskabet, slå sig ned og opdyrke jorden.
En næsten ubrudt række af amerikanske præsidenter frem til og med Benjamin Harrison fik lavet freds- og venskabsmedaljer til de mange indianske delegater, der besøgte det Hvide Hus.:8  Undtagelserne er John Adams, der uddelte medaljer med George Washington på,:104  :24  og William Henry Harrison, der døde en måned efter sin indsættelse.:6  Flere år efter Adams præsident-periode blev der også slået en freds- og venskabsmedalje med hans kontrafej på.:34 
Indfødte ledere langt fra Washington D.C. fik medaljer overrakt af USA’s repræsentanter. Lewis og Clark-ekspeditionen medbragte medaljer til uddeling,:10  og Atkinson-O'Fallon-ekspeditionen gjorde det samme på turen op ad Missouri River tyve år senere.:36 
Jefferson og James Madison sad model for en kunstner med tyske rødder, Jacob Reich, :25 , mens James Monroe, John Quincy Adams, Andrew Jackson og Martin Van Buren alle bestilte den ungarske emigrant Moritz Fürst til at forme portrættet af dem brugt til medalje-stemplet.:30  Fra 1801 og til den sidste medalje blev slået i 1889 stod United States Mint med ansvaret for at producere dem.:38  I perioden 1817 til 1829, da USA udvidede territoriet vestpå, var der brug for op mod 300 medaljer til uddeling.:105 

## De indianske modtagere
Både kendte som mindre kendte høvdinge fik medaljer.
Cheyenne-høvding High Wolf modtog en medalje af John Quincy Adams med den foregående præsident Monroe afbilledet under et besøg i Washington D. C. sidst i 1820erne.:28  Oglala-lakota Red Cloud modtog en medalje i Grants embedsperiode.:37 
Af deres egne grunde skattede flere indianere medaljerne, passede på dem og lod dem gå i arv. I 1852 nægtede en leder fra Tesuque Pueblo at bytte sin engelske kong George III medalje til en amerikansk med præsident Millard Fillmore på.:106  Da kiowa-høvding Yellow Wolf besøgte Washington D. C. i 1863 sammen med andre delegationer fra den sydlige prærie, bar han en freds- og venskabs-medalje, som en slægtning havde modtaget tilbage i Jeffersons regeringstid.:102 

## Kopier uddelt af pelskompagnier
Handelsstationen Fort Union i North Dakota overrakte en tid medaljer inspireret af freds- og venskabsmedaljerne til indianske ledere, der bragte deres lejre hen til fortet for at indgå i byttehandler med American Fur Company.:26  I 1832 havde pelskompagniet fået tilladelse til at fremstille medaljerne af det amerikanske krigsministerium på betingelse af, at firmaet uddelte dem som ”ornamenter” uden at der fulgte nogen form for anerkendelse fra nationens side med prydgenstanden.:41 
Sølvmedaljens avers viser et relief-portræt i profil af American Fur Company’s stifter, John Jacob Astor.

## Galleri
- Revers på medaljen brugt under Hayes embedsperiode
- Amerikansk fredsmedalje til indianere, 1809
- Fredsmedalje, 1857, med nyt bagside-design
- Freds- og venskabsmedaljen brugt af Andrew Johnson, 1865
- Sioux med en ægte medalje fra Jeffersons tid som præsident